# Boisyvon
Boisyvon ist eine französische Gemeinde mit 100 Einwohnern (Stand: 1. Januar 2022) im Département Manche in der Region Normandie. Sie gehört zum Arrondissement Avranches und zum Kanton Villedieu-les-Poêles-Rouffigny. 
Sie grenzt im Nordwesten an Saint-Aubin-des-Bois, im Nordosten an Noues de Sienne mit Fontenermont, im Osten und im Süden an Coulouvray-Boisbenâtre, im Südwesten an Saint-Martin-le-Bouillant und im Westen an La Chapelle-Cécelin.

## Bevölkerungsentwicklung
| Jahr      | 1962 | 1968 | 1975 | 1982 | 1990 | 1999 | 2008 | 2018 |
| --------- | ---- | ---- | ---- | ---- | ---- | ---- | ---- | ---- |
| Einwohner | 162  | 152  | 142  | 116  | 105  | 106  | 115  | 114  |

## Sehenswürdigkeiten

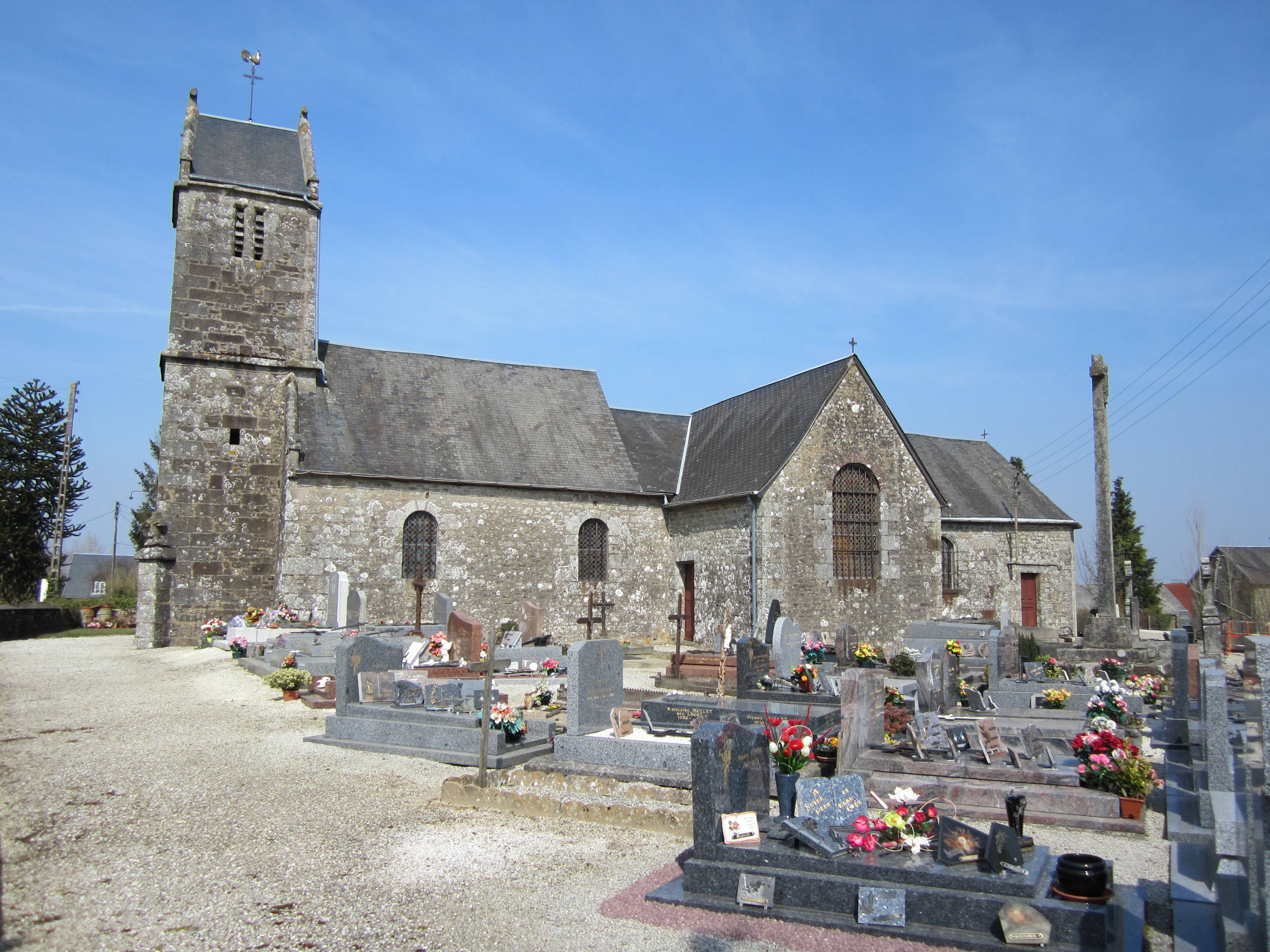
Kirche Saint-Pierre

- Kirche Saint-Pierre